# Stabilitätskraft
Die Stabilitätskraft (安定力量,  Āndìng lìliàng, englisch Stabilizing Force (Party)) war eine zwischen 2019 und 2022 aktive kleine politische Partei in der Republik China (Taiwan). Hauptthema der Partei war die Gegnerschaft zur gleichgeschlechtlichen Ehe.

## Parteigeschichte
Seit den 2010er Jahren gab es in Taiwan eine größere öffentliche Debatte um die gesetzliche Anerkennung von gleichgeschlechtlichen Partnerschaften.
Die seit 2016 im Amt befindliche DPP-Regierung unternahm Anstrengungen, die gleichgeschlechtliche Ehe gesetzlich zu verankern. Dagegen gab es Widerstand verschiedener gesellschaftlicher Gruppen. Ende 2016 wurde die Stabilitätskraft-Allianz in der Großregion Taipeh (北北基安定力量聯盟, engl. Greater Taipei Stability Power Alliance, GTSPA), eine Vereinigung aus überwiegend Vertretern konservativer christlicher Gruppierungen und deren politischer Plattform, der Liga des Glaubens und der Hoffnung, gegründet. Die Allianz leitete ein Abwahlverfahren gegen den 2016 im Wahlkreis Neu Taipeh 12 gewählten Vorsitzenden der New Power Party Huang Kuo-chang ein. Huang hatte sich in besonderer Weise durch seinen Einsatz für die Legalisierung der gleichgeschlechtliche Ehe exponiert. Von Seiten der Allianz wurde ihm der Vorwurf gemacht, dass er seine Pflichten als Abgeordneter vernachlässigt habe. Die Allianz schaffte es, die erforderliche Anzahl von Unterstützern für die Einleitung des Abwahlverfahrens zu mobilisieren. Allerdings scheiterte die Abwahl am 16. Dezember 2017, da nicht das erforderliche Quorum von 25 % der Wahlberechtigten für die Abwahl gestimmt hatten. Das Abstimmungsergebnis (48.370 Stimmen für die Abwahl, 21.762 dagegen) konnte Huang allerdings auch nicht als Bestätigung für sich und seine Politik verbuchen.
Im Süden Taiwans, in der Stadt Tainan, forderte die Stabilitätskraft-Allianz in Tainan (台南安定力量聯盟), ebenfalls eine Gruppierung konservativer, vorwiegend christlicher Gruppierungen, ein Kirchenausschlussverfahren für den im Wahlkreis Tainan-5 gewählten DPP-Abgeordneten Wang Dingyu, ein Mitglied der Presbyterianischen Kirche Taiwans, aufgrund von dessen Unterstützung der gleichgeschlechtliche Ehe.
Am 11. März 2017 wurde angekündigt, dass die beiden Gruppierungen sich in eine politische Partei mit Namen Stabilitätskraft (安定力量) umwandeln wollten, und die Partei wurde offiziell am 16. Juli 2019 beim taiwanischen Innenministerium registriert. Die Partei war mit ihrer Anti-LGBT-Programmatik im Wesentlichen eine Ein-Themen-Partei. Der Parteiname sollte das programmatische Ziel verdeutlichen, die soziale Stabilität in Taiwan zu sichern.
Beim Referendum in Taiwan 2018 war die Stabilitätskraft Mitinitiatorin von drei Referendumsfragen, die sich mit der gleichgeschlechtlichen Ehe und mit der Sexualerziehung an Schulen befassten. Die Wahlen zum Legislativ-Yuan 2020 verliefern für die Partei jedoch enttäuschend. Keiner ihrer Direktkandidaten wurde gewählt und landesweit erhielt sie 0,67 % der Stimmen und damit kein Parlamentsmandat.
Danach verfiel die Partei weitgehend in Inaktivität und am 24. Juli 2022 wurde auf der zweiten Mitgliederversammlung die Selbstauflösung beschlossen.